# Барлетта
Барле́тта (итал. Barletta) — портовый город в итальянском области Апулия, в провинции Барлетта-Андрия-Трани.
Население составляет 93 667 человек (2008 г.), плотность населения составляет 637 чел./км². Занимает площадь 147 км². Почтовый индекс — 70051. Телефонный код — 0883. 
Покровителями коммуны почитаются Пресвятая Богородица (Madonna dello Sterpeto) и Руджеро Каннский.

## История
Древнее поселение авзонов было известно грекам как Bardulos, римлянам — как Barulum. К юго-западу, у реки Офанто, стояли древние Канны — селение, в окрестностях которого в 216 году до нашей эры на так называемом Кровавом поле произошла легендарная битва при Каннах.
Значение города выросло после того, как в него переселились жители заброшенных Канн, и достигло зенита при Штауфенах. Барлеттский порт служил одним из мостов, соединявших Западную Европу с государствами крестоносцев на Востоке. В 1327 году в Барлетту была перенесена кафедра католического архиепископа Назарета (англ.).
В феврале 1503 года под Барлеттой произошло знаменитое состязание лучших итальянских и французских воинов, окончившееся победой итальянцев. Через четверть века город был разорён войсками Оде де Фуа. 
После перехода Восточного Средиземноморья под власть турок торговое значение порта упало и начались долгие годы хозяйственного упадка. Особенно кризисным был для региона XIX век.

## Достопримечательности
Главная достопримечательность города — античный бронзовый колосс. Интерес для туристов также представляют соборная церковь Санта-Мария-Маджоре (построена в XII—XIV в.), средневековая базилика госпитальеров, дворцы апулийских нобилей и приморская крепость норманнов, перестроенная в 1537 году Карлом V. 
В ренессансном Палаццо делла Марра (ит.) с 2007 года размещено крупнейшее собрание работ уроженца Барлетты импрессиониста Джузеппе Де Ниттиса.

## Демография
Динамика населения: